# Панджширска долина
Панджширската долина (на пущунски: درهٔ پنجشير, буквално „Долината на петте лъва“) е долина в североизточен Афганистан, на 150 километра северно от Кабул, близо до планинската верига Хиндукуш. Разделена е от река Панджшир. Долината е дом на повече от 100 000 души, включително най-голямата концентрация на етнически таджики в Афганистан.
През април 2004 г. се превръща в сърцето на новата провинция Панджшир, след като преди това е част от провинция Парван. От политическа гледна точка тази провинция се смята за началната точка на периода на джихада на Афганистан срещу СССР.

## История
През 1975 г. долината е място на въстание от жителите на Панджшир под ръководството на Ахмад Шах Масуд срещу правителството на Мохамед Дауд Кан.
Това е мястото на офанзивите на Панджшир, проведени от Демократична република Афганистан и руснаците срещу муджахидините по време на съветско-афганистанската война от 1980 до 1985 г., когато местният командир Ахмад Шах Масуд успешно защитава долината.
Долината отново е свидетел на битки по време на гражданската война от 1996 – 2001 г. между талибаните и Северния алианс под командването на Масуд, където той отново я защитава от превземане от талибаните. Долината Панджшир се смята за един от най-безопасните региони в Афганистан по време на ерата на подкрепяното от Международни стабилизиращи сили в Афганистан правителство и в края на август 2021 г. военачалниците се опитват да превърнат долината в бастион на съпротивата срещу талибаните в Афганистан. Талибаните обявяват, че стотици бойци са се насочили към долината на 22 август 2021 г.
Бившият вицепрезидент Амрула Салех и Ахмад Масуд, син на бившия командир на антисъветските муджахидини Ахмад Шах Масуд, се заклеват да се съпротивляват на талибаните от Панджшир, които отблъскват както съветските сили, така и талибаните през 1980-те и 1990-те години. Алиансът заявява, че „отвоюва отново райони в Североизточен Афганистан" на 22 август, воден от бивши военни, специални части, полиция и др. Администрацията на Джо Байдън не отговаря публично на молбата, направена от Ахмад Масуд в коментар във The Washington Post за помощ за възстановяване на доставките на антиталибанските сили. На 25 август 2021 г. е разкрито, че делегация от съпротивителните сили на Панджшир в близкия град Парван Чарикар е водила разговори с талибанска делегация и че до този момент талибаните престават да блокират маршрути към долината Панджшир „след един или максимум два дни.“ На 6 септември 2021 г. талибаните твърдят, че са настигнали бунтовниците, които се задържат в долината Панджшир, и са убили Фахим Дащи, говорител на фронта на съпротивата на Ахмад Масуд. На 9 септември 2021 г. Али Майсам Назари, ръководител на външните отношения на Съпротивата, отрича доклади за пълен контрол на талибаните върху провинция Панджшир, в които се посочва, че 60% все още са под контрола на Фронта на националната съпротива. Твърденията за пълен контрол на талибаните са допълнително опровергани, когато репортери от иранската информационна агенция Tasnim успяват да посетят долината на 11 септември. Въпреки твърденията на талибаните за спокойствие в долината, информационна агенция Tasnim също съобщава, че някои местни жители бягат в очакване на бъдещи сблъсъци. В интервю, публикувано на 21 септември 2021 г., Ахмад Уали Масуд казва пред журналиста от TRT World Самуел Рамани, че Съпротивата все още контролира голяма част от Долината и заявява, че талибаните са по-малко, отколкото изглежда.

## Икономика и природни ресурси
Долината Панджшир има потенциал да се превърне в основен център за добив на изумруди. Още през 1 век сл. н. е. Плиний Стари коментира скъпоценни камъни от региона. През Средновековието Панджшир е известен със своя добив на сребро и Сафаридите и Саманидите са секли своите монети там. От 1985 г. изумруди над 190 карата (38 g) са открити в Панджшир, за които се съобщава, че съперничат по качество на най-добрите кристали от мината Мусо в Колумбия. Американските усилия за възстановяване в Афганистан предизвикват бум на развитие в долината с изграждането на нови модерни пътища и нова радио кула, която позволява на жителите на долината да улавят радиосигнали от афганистанската столица Кабул. Долината има потенциал да бъде енергиен център за Афганистан чрез изграждането на няколко водноелектрически язовира. Местността Реуат може да бъде мястото на първия язовир. Долината може да направи столичния регион самостоятелен.
Панджшир винаги е бил важна магистрала. Дълъг почти 100 километра, той води до два прохода над Хиндукуш – прохода Хавак (3848 м), водещ към северните равнини на Афганистан, и прохода Анджуман (4430 м), който преминава в Бадахшан – използван от армиите на Александър Велики и Тимур.
През април 2008 г. в долината е построена вятърна ферма с 10 турбини.